# Carnaval in Breda

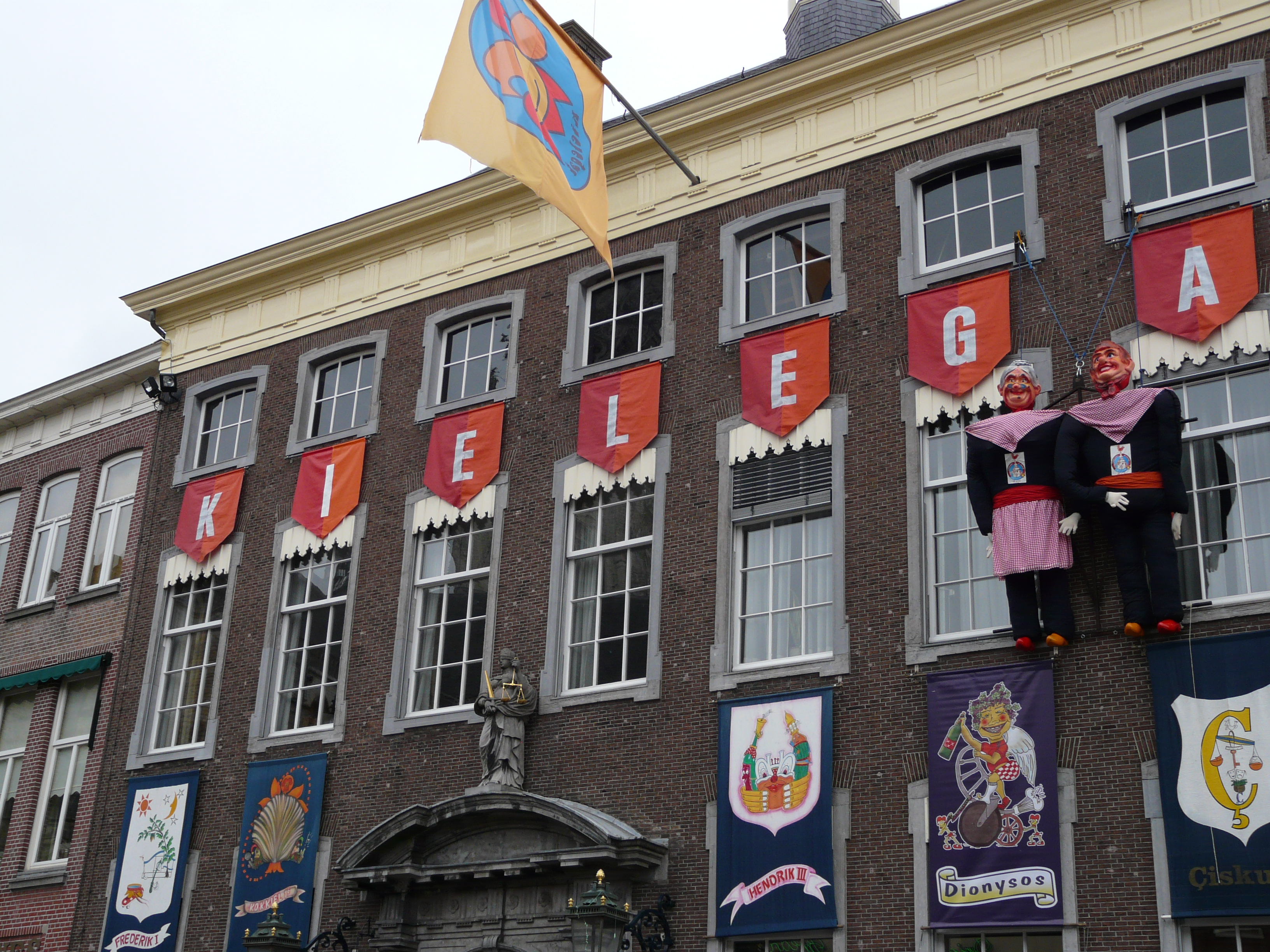
Stadhuis tijdens carnaval

Het carnaval is een zeer belangrijk feest in de Nederlandse stad Breda. De stad krijgt net als veel andere steden waar traditioneel carnaval wordt gevierd, tijdens het feest een andere naam. Voor Breda is dit Kielegat.

## Achtergrond
Carnaval is van oudsher een katholiek gebruik en wordt vooral in het Zuiden van Nederland in de provincies Noord-Brabant en Limburg gevierd.
Het carnaval in Breda vooral gevierd in Breda Centrum waar veel horecagelegenheden rond de Grote Markt, Havermarkt en de Haven gevestigd zijn. Ook wordt het feest gevierd in buurthuizen en op scholen in heel Breda. De scholen in Breda vieren op vrijdag carnaval, vaak ook met een thema. De diverse Bredase wijken als Biesdonk, Blauwe Kei, Haagse Beemden, Heusdenhout, Ginneken en Princenhage hebben hun eigen carnavalsoptocht en een speciaal programma met vele carnavalsactiviteiten.
De stadsdelen Ginneken, Princenhage en Haagse Beemden hebben tijdens het carnaval een andere naam:  't Ginneken, 't Aogje en Giegeldonk. Bavel heet dan Baviaonenland, Prinsenbeek heet dan Boemeldonck. Terheijden heet dan Schraansersrijk. Teteringen heet Totdenringen. Ulvenhout heet dan Bosuilendorp.
Het carnaval start op zaterdagmiddag en eindigt op dinsdagavond. Woensdag heet Aswoensdag. De burgemeester van Breda draagt zaterdagmiddag om 15:11 uur de sleutel van de stad over aan Prins Carnaval. Daarmee begint het carnaval officieel. Aan het einde van carnaval wordt de sleutel weer aan de burgemeester van Breda teruggegeven. In de Ridderstraat liggen koperen tegels van de Oud Prinsen van het Kielegat.
Huis aan huis ontvangen alle inwoners van Breda, Kielegatters genoemd tijdens het carnaval, de Kontklopper, een krant waar het programma en nieuws in staat omtrent het Bredase carnaval. Baronie TV brengt een carnavalsmarathon van vier dagen op televisie, uitgezonden op onder andere het etalagekanaal van Ziggo.
Enkele jaarlijkse tradities zijn onder andere het Brakkenbal in het Chassé Theater op zondagmiddag in aansluiting van de Brakkensliert, en het Gulden Bal voor het hele gezin op dinsdagmiddag in het Chassé Theater. Op dinsdagmiddag is er verder een speciaal Brakkenfeest voor de kinderen met onder andere een poppenkast op de Grote Markt Breda. Kort voor carnaval begint is er de jaarlijkse De Klûntocht met diverse blaaskapellen op en rond de Grote Markt Breda. Kiske & Mieske zijn de poppen op het stadhuis van Breda. Ze worden aan het eind van het carnaval in brand gestoken.

## Historie
In 1707 brengt kroniekschrijver Jacob Campo Weyerman verslag uit van een vastenavond in Breda. Het is, voor zover bekend, de oudste berichtgeving over carnaval in deze stad. Weyerman rept met geen woord over kielen en gaten. Weyerman beschrijft zijn avonturen in Abdera, een wat mank anagram van Breda. De feestvierders worden Abderieten genoemd.
Dik drie eeuwen lang wordt Breda met carnaval Abdera genoemd, blijkt uit tal van bronnen. Tot de jaren 50 van de 20ste eeuw duikt de naam regelmatig op, bijvoorbeeld in de titels van de Bredase carnavalsprinsen. Toch verdwijnt de naam Abdera in de vorige eeuw geleidelijk naar de achtergrond. Steeds meer mensen noemen Breda, ook tijdens het carnaval, gewoon Breda.
In 1971 wordt Breda voor het eerst aangeduid als Ut Kielegat, weet Frans van den Broek, die momenteel als voorzitter betrokken is bij de oprichting van Kielegats Carnaval Museum (K.C.M.). De verklaringen daarvoor lopen uiteen. Volgens Van den Broek ligt een daad van Prins Driekus ten grondslag aan de nieuwe spotnaam. Driekus heeft, zo wil het verhaal, rond 1970 ceremonieel een gat in een boerenkiel geknipt. Het zou een ludieke verwijzing zijn geweest naar Oeteldonk (Den Bosch), waar het gros van de carnavalsvierders traditioneel in een boerenkiel over straat gaat.
John van Ierland beschrijft in zijn boek De Mommerij een minder romantische ontstaansgeschiedenis. Volgens hem is de naam een commerciële vondst van de commissie Pers en Publiciteit van de stichting Bredase Carnaval Viering (BCV). "Het Bredase carnaval lag rond 1970 behoorlijk op zijn gat. De BCV had behoefte aan een publiciteitsstunt en bedacht daarom een nieuwe naam." Kiel is volgens Van Ierland gejat uit Den Bosch, waar het carnaval wél bloeide. Gat komt volgens hem van 't Krabbegat, de carnavalsbenaming van de ook toen populaire carnavalsstad Bergen op Zoom.

## Oeledienst

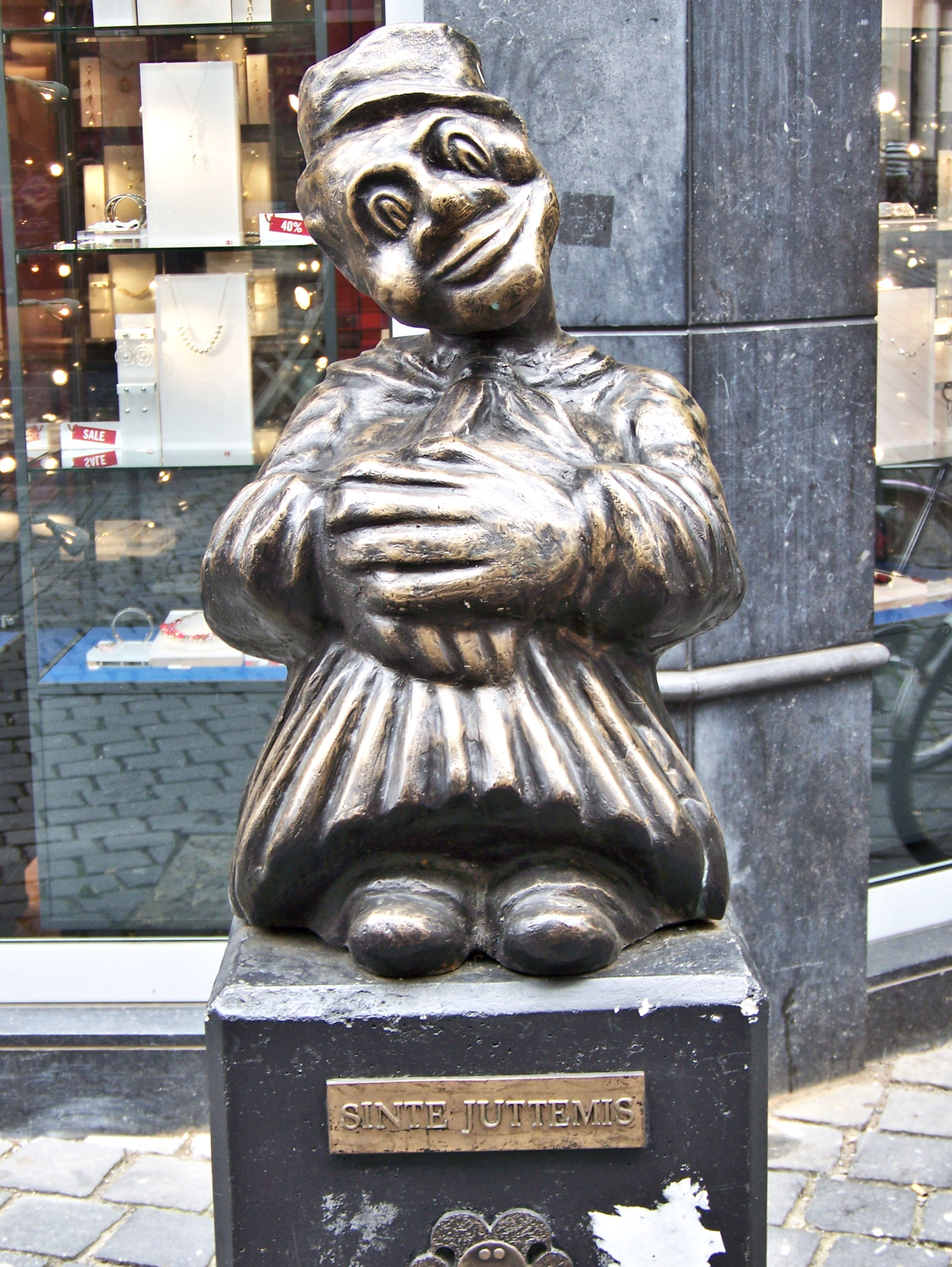
Beeld van sint-juttemis in Breda

Enkele weken voor carnaval wordt de jaarlijkse 'Oeledienst' opgedragen in de Grote Kerk van Breda. Deze carnavaleske laat de Kielegatters stilstaan bij de serieuzere kant van het feest. Zelden zit de kerk zo vol. de voltallige goegemeente en leutvorsten van het Kielegat zijn bij de dienst aanwezig. Na afloop van de dienst trekken de kerkgangers richting de Ridderstraat om een ode te brengen aan Sint-juttemis.

## Optocht
Op maandag vindt in Breda de traditionele Grote Optocht met praalwagens plaats. In Prinsenbeek, Bavel, Terheijden en Princenhage is dit op zondag. Veel carnavalsverenigingen van Breda doen mee en maken mooie grote praalwagens. Ook groepen en individuele personen doen mee aan de optocht. Er wordt een wedstrijd gehouden wie de mooiste is.
Op zondag vindt de kindercarnavalsoptocht in Breda plaats, de zogenaamde Brakkensliert. Brakken betekent kinderen. Heel veel kinderen van Bredase basisscholen, groepen en individuele kinderen gaan verkleed in een optocht door de stad.
Het carnaval in Breda heeft elk jaar een ander thema. De carnavalsvierders bedenken dan allerlei linken rond dat thema. Er worden prijzen uitgereikt voor de mooiste praalwagen voor groepen en individueel. Op de lokale televisiezender wordt live verslag gedaan van de optocht, die leidt door de binnenstad. De winkels zijn dan gesloten.

## Kiske & Mieske
De mascottes van het Kielegatse carnaval heette Kiske & Mieske. Deze strooien poppen hangen gedurende de carnavalsdagen aan het raadhuis op de Grote Markt.
Op de laatste avond (dinsdag) worden de popen neergelaten en met tegenzin naar de haven gedragen. Aldaar steekt de Prins ze aan. Deze 'verbranding van Kiske & Mieske' markeert de vurige afsluiting van Carnaval.

## De Kontklopper
De Kontklopper is de carnavalskrant van het Kielegat. Sinds 1970 wordt de krant in de weken voor carnaval bij de Kielegatters door de brievenbus geschoven. Sinds enkele jaren wordt de krant aangeboden bij de lokale middenstanders en kunnen geïnteresseerde hem gratis meepakken. De krant wordt samengesteld door Stichting Kielegat en uitgegeven door 'Abdera Media'

## Prinsengeburenbal
Tijdens het jaarlijkse 'Prinsengeburenbal' ontmoeten 12 van de 'geburen' prinsen en hun gevolgen uit de omgeving van Breda elkaar en versterken de banden. 

## Carnavalsverenigingen
Er zijn vele tientallen carnavalsverenigingen in Breda.

## Overige plaatsen binnen Breda
Behalve het centrum van Breda zijn er nog drie plaatsen die tijdens carnaval een eigen "leutvorst" hebben: 't Aogje, Ginneken en Giegeldonk.